# سان فرديناندو دي بوليا
سان فرديناندو دي بوليا (بالإيطالية: San Ferdinando di Puglia)‏ هي بلدة وبلدية في مقاطعة بارليتا أندريا تراني في إقليم بوليا في جنوب إيطاليا.

## السكان
في سنة 1861 بلغ عدد السكان 1٬989 نسمة، وتطور العدد ليصل في سنة 2011 لـ 13٬916 نسمة.
يظهر هذا المخطط البياني تطور النمو السكاني لـ سان فرديناندو دي بوليا

## توأمة
لسان فرديناندو دي بوليا اتفاقيات توأمة مع:
- لاريانو

## أعلام
- فرناندو دي ليو